# 種﨑敦美と潘めぐみの番組名も募集します!
『種﨑敦美と潘めぐみの番組名も募集します!』（たねさきあつみとはんめぐみのばんぐみめいもぼしゅうします）は、HiBiKi Radio Stationで配信されていたインターネットラジオ番組。

## 概要
パーソナリティの種﨑敦美と潘めぐみが、リスナーと共にラジオの“種”を撒いて、出た“芽”を一緒に育み育てていく番組。

## 配信日
- HiBiKi Radio Station
  - 隔週火曜日更新（2016年10月4日 - 2018年5月1日）

## パーソナリティ
- 種﨑敦美
- 潘めぐみ

## コーナー
番組名も募集します！
リスナーさんと一緒に育んでいく番組、ということで番組名を募集するコーナー。
ふつおた
パーソナリティの2人へのお便り、いわゆる『ふつおた』のコーナー。
リスナーさんのこと教えてください！
自分達を応援してくれるリスナーのことが気になる2人が、リスナーが何をしている人なのか、これからどんな事をしていきたいのか、最近どんな事があったのかなどを募集するコーナー。ほぼ月代わりで変わる特別なお題もある。
私達、演じます！
毎回、演技や即興劇に挑戦するコーナー。シチュエーションやキャラ設定、演技の途中に出てきたら面白そうなキーワードなどを募集。
私達、特訓します！
2人が苦手なことやリスナーからのムチャ振りに答えて特訓していくミニコーナー。エンディング前に行われる。
種ちゃん潘ちゃんのこと教えてください！
種﨑、潘の2人に聞きたい質問やトークテーマをリスナーから募集し、ボックスから質問を引いてトークするコーナー。2人自身が聞きたい質問もボックスに入れられている。

## イベント
番組名も募集します! トークイベント イベント名も募集します!(仮) 「種﨑敦美と潘めぐみのここから全国へ！(昼の部)」
2017年11月5日 PREMIERE HALL
番組名も募集します! トークイベント イベント名も募集します!(仮) 「「種﨑敦美と潘めぐみの何だかとてもあたたかいイベント 〜 プレミアホール in センター北 〜(夜の部)」
2017年11月5日 PREMIERE HALL

## エピソード
- HiBiKi Radio Stationで配信中の番組『浅沼晋太郎・鷲崎健の「思春期が終わりません」』の姉妹番組。両番組のパーソナリティのみならず、リスナー間でも交流がある。
- 第5回の放送ではゲストとして、両番組のプロデューサーの小澤勇人氏が「響のナンパ者」として登場しリスナーの恋愛相談に対応した。